# Gerard Leene
Gerard Leene (* 3. Oktober 1892 in Den Haag; † 26. September 1966 in Rotterdam) war ein niederländischer Bahnradsportler.
1917 wurde Gerard Leene niederländischer Meister im Scratch. Zwei Jahre später errang er erstmals den nationalen Meistertitel im Sprint der Profis, was ihm 1926, 1928 und 1933 drei weitere Male gelang. Zudem belegte er zahlreiche Male Podiumsplätze bei weiteren nationalen Meisterschaften und Grand-Prix-Rennen. Den Grand Prix de la République gewann er 1924.
Leene stammte aus einer Radsport-Familie: Auch seine vier Brüder waren Radrennfahrer; Bernard Leene errang bei den Olympischen Spielen 1928 in Amsterdam die Goldmedaille im Tandemrennen.